# Curt Höfner
Curt Höfner (* 8. Januar 1899 in Rodach; † 10. April 1980 in Coburg) war ein deutscher Bibliothekar.

## Wirken
Nach der Reifeprüfung am Gymnasium Casimirianum in Coburg studierte Curt Höfner Germanistik, Romanistik und Klassische Philologie an den Universitäten Jena, Heidelberg, Kiel, München und Göttingen und promovierte 1923 im Gebiet Romanistik an der Universität Göttingen. Als Bibliotheksreferendar an der Bayerischen Staatsbibliothek trat er 1925 in die Ausbildung für den höheren Bibliotheksdienst ein und legte die Fachprüfung hierfür 1927 ab. Nach kurzer Tätigkeit an der Staatsbibliothek Bamberg (1929) arbeitete Höfner von 1930 bis 1945 an der Bayerischen Staatsbibliothek, unterbrochen vom Kriegsdienst im Zweiten Weltkrieg. 1945 wurde er stellvertretender Leiter der Staatsbibliothek Bamberg und dort Vorstand im Jahre 1949. Im Jahre 1952 wechselte er wieder an die Bayerische Staatsbibliothek, wo er zunächst die Katalogabteilung, ab 1953 die Erwerbungsabteilung leitete. Obgleich er 1961 in den Ruhestand getreten war, leitete er noch bis 1969 nebenamtlich die Landesbibliothek Coburg.
Höfners historische Veröffentlichungen beschäftigen sich vor allem mit der Geschichte Coburgs und der dortigen Landesbibliothek, besonders zu erwähnen ist die Edition der Matrikel des Gymnasiums Casimirianum Coburg.

## Schriften
- Der Ausdruck des konzessiven Gedankens im Altspanischen. Ein Beitrag zur historischen spanischen Syntax. Dissertation Universität Göttingen 1923.
- Die Matrikel des Gymnasium Casimirianum Academicum zu Coburg 1606–1803 (= Veröffentlichungen der Gesellschaft für Fränkische Geschichte, Reihe 4, Bd. 6). Schöningh, Würzburg 1958.
- Das fürstliche Jagdhaus zu Rodach. In: Jahrbuch der Coburger Landesstiftung, Bd. 9 (1963), S. 143–152.
- Zur Geschichte der Gandesheimer Büchersammlungen. Ein Beitrag aus Coburg. In: Hans Striedl (Hrsg.): Buch und Welt. Festschrift für Gustav Hofmann, zum 65. Geburtstag dargebracht. Harrassowitz, Wiesbaden 1965, S. 197–210.
- Zur Geschichte der herzoglichen Bibliothek in Coburg bis zum Ende des Herzogtums. Eine Nachlese. In: Jahrbuch der Coburger Landesstiftung, Bd. 12 (1967), S. 13–32.
- Die Kavaliersreisen des Prinzen Johann Ernst zu Sachsen-Gotha in den Jahren 1654 bis 1657. Eine Handschrift der Landesbibliothek Coburg. In: Jahrbuch der Coburger Landesstiftung, Bd. 14 (1969), S. 177–208.
- Coburger Hofzeremoniell im frühen 19. Jahrhundert. In: Jahrbuch der Coburger Landesstiftung, Bd. 18 (1973), S. 31–44.
- Die Matrikel des Gymnasiums Casimirianum Academicum zu Coburg. Ergänzungsheft (= Veröffentlichungen zur fränkischen Geschichte, Bd. 4,6,A). Degener, Neustadt/Aisch 1976.
- Johann Conrad v. Scheres gen. Zieritz. Versuch eines Lebens- und Charakterbildes. In: Jahrbuch der Coburger Landesstiftung, Bd. 22 (1977), S. 191–235.
- Geschichte der Apotheke zu Rodach 1879–1979. In: Jahrbuch der Coburger Landesstiftung, Bd. 23 (1978), S. 1–34.
- Geschichte der Scheres-Zieritz-Stiftung 1707–1979. In: Jahrbuch der Coburger Landesstiftung, Bd. 24 (1979), S. 1–66.